# Pseudodrassus scorteccii
Pseudodrassus scorteccii är en spindelart som beskrevs av Lodovico di Caporiacco 1936. Pseudodrassus scorteccii ingår i släktet Pseudodrassus och familjen plattbuksspindlar.
Artens utbredningsområde är Libya. Inga underarter finns listade i Catalogue of Life.